# Newport (Nebraska)
Newport és una població dels Estats Units a l'estat de Nebraska. Segons el cens del 2000 tenia 98 habitants.

## Demografia
Segons el cens del 2000, Newport tenia 98 habitants, 45 habitatges, i 30 famílies. La densitat de població era de 122,1 habitants per km².
Dels 45 habitatges en un 33,3% hi vivien nens de menys de 18 anys, en un 42,2% hi vivien parelles casades, en un 17,8% dones solteres, i en un 33,3% no eren unitats familiars. En el 28,9% dels habitatges hi vivien persones soles el 13,3% de les quals corresponia a persones de 65 anys o més que vivien soles. El nombre mitjà de persones vivint en cada habitatge era de 2,18 i el nombre mitjà de persones que vivien en cada família era de 2,67.
Per edats la població es repartia de la següent manera: un 25,5% tenia menys de 18 anys, un 3,1% entre 18 i 24, un 25,5% entre 25 i 44, un 28,6% de 45 a 60 i un 17,3% 65 anys o més.
L'edat mediana era de 42 anys. Per cada 100 dones de 18 o més anys hi havia 78 homes.
La renda mediana per habitatge era de 28.750 $ i la renda mediana per família de 38.750 $. Els homes tenien una renda mediana de 24.063 $ mentre que les dones 20.313 $. La renda per capita de la població era de 15.785 $. Aproximadament el 12,9% de les famílies i el 12,9% de la població estaven per davall del llindar de pobresa.

## Poblacions més properes
El següent diagrama mostra les poblacions més properes.